# Allègre-les-Fumades
Allègre-les-Fumades è un comune francese di 794 abitanti situato nel dipartimento del Gard, nella regione dell'Occitania.

## Società

### Evoluzione demografica
Abitanti censiti